# Obywatelskie Komitety Ocalenia Narodowego
Obywatelskie Komitety Ocalenia Narodowego (OKON) – komitety poparcia dla WRON tworzone w okresie stanu wojennego. W 1982 r. weszły w skład Patriotycznego Ruchu Odrodzenia Narodowego.